# Pinetown (Caroline du Nord)
Ne doit pas être confondu avec Pinetown.
Pinetown est un census-designated place du comté de Beaufort en Caroline du Nord. En 2010, sa population était de 155 habitants.

## Source de la traduction
- (en) Cet article est partiellement ou en totalité issu de l’article de Wikipédia en anglais intitulé « Pinetown, North Carolina » (voir la liste des auteurs).